# Comité Paralímpico Nacional Turco
El Comité Paralímpico Nacional Turco (en turco: Türkiye Milli Paralimpik Komitesi) es el comité paralímpico nacional que representa a Turquía. Esta organización es la responsable de las actividades deportivas paralímpicas en el país. Es miembro del Comité Paralímpico Internacional y del Comité Paralímpico Europeo.